# Furstendömet Lucca och Piombino
Furstendömet Lucca och Piombino var ett furstendöme som skapades av Republiken Lucca och Furstendömet Piombino i juli 1805 av Napoleon åt sin älskade syster Elisa Bonaparte. Staten låg i den centrala delen av apenninska halvön. Furstendömet splittrades 1814 vid Wienkongressen. Furstendömet Piombino tillföll Storhertigdömet Toscana och Lucca blev Hertigdömet Lucca.

## Historia
Staten bildades vid annekteringen av Furstendömet Lucca, forna Republiken Lucca som ockuperats av Napoleons Frankrike sedan 1799, samt det gamla Furstendömet Piombino, där Elisa hade varit prinsessa sedan mars 1805. De kombinerade furstendömena styrdes som en enda monarki och Elisa var den regerande prinsessan av Piombino och Lucca. Hennes make Felice Baciocchi blev titulärt prins av Piombino.
Furstendömets konstitution skrevs av Napoleon den 22 juni 1805. Han inrättade bland annat ett statsråd som skulle assistera prinsessan, och en lagstiftande senat.
Furstendömet antog den franska francen som sin valuta, även om några speciella lokala mynt präglades.
År 1814 ockuperade den kejserliga österrikiska armén Lucca och den franska kontrollen över hertigdömet upphörde. Under Wienkongressen 1815 gavs Furstendömet Piombino till Storhertigdömet Toscana och Elba som exil till Napoleon.
Lucca återställdes som Hertigdömet Lucca (1815–1847). Wienkongressen gav hertigdömet till Maria Luisa av Spanien som blev hertiginna av Lucca.